# Palermo-stenen
Palermo-stenen er en forhistorisk ægyptisk stele af sort basalt indgraveret henimod slutningen af 25. århundrede f.Kr.. Den er muligvis den tidligste ægyptiske historiske tekst.
Den indeholder en fortegnelse over regenter i 1. egyptiske dynasti (ca. 3150–2890 f.Kr.) til den tidlige del af det 5. egyptiske dynasti (ca. 2392–2283 f.Kr.), samt en række vigtige begivenheder i Det gamle Rige i Det gamle Egypten.

## Arkæologisk historie
Hovedfragmentet har været i Palermo siden 1866, selv om det først blev opdaget af en besøgende fransk arkæolog i 1895 og først publiceret af Heinrich Schäfer i 1902. Det har været anvendt som dørstopper, hvilket har medvirket til noget nedslidning af hieroglyfferne. Der er flere stykker i det ægyptiske museum i Cairo, et fragment blev opdaget i 1910, og et andet blev købt på markedet så sent som i 1963. Den indgraverede sten må oprindelig have været omkring 2,2 m lang, 0,61 m bred og 6,5 cm tyk, men det meste af den mangler i dag, selv om endnu et stykke er blevet udgravet ved Memphis.

I dag haves 7 fragmenter, som for første gang blev studeret samlet af Toby Wilkinson.